# Acrophylla alta
Genre
Acrophylla alta est une espèce de phasmes de la famille des Phasmatidae.

## Description
Acrophylla alta peut mesurer jusqu'à 44 cm et peser 40 g,. Ce phasme est couvert d'épines et présente des reflets vert émeraude sur ses flancs,.
Il s'agit du plus grand insecte australien connu à se jour,.

## Répartition
Acrophylla alta a été découvert dans les forêts pluviales tropicales du Queensland (Nord du Queensland en Australie),. Ce phasme vit dans la canopée ce qui le rend difficilement observable malgré sa grande taille,.

## Systématique
Le nom correct complet (avec auteur) de ce taxon est Acrophylla alta Coupland (d) & Emmott (d), 2025.

### Publication originale
- (en) Ross M. Coupland et Angus J. Emmott, « A new giant species of Acrophylla Gray, 1835 (Phasmida: Phasmatidae: Phasmatini) from the highlands of the Wet Tropics, Queensland, Australia. », Zootaxa, Magnolia Press (d), vol. 5647, no 4,‎ 17 juin 2025, p. 371-383 (ISSN 1175-5334 et 1175-5326, OCLC 49030618, DOI 10.11646/ZOOTAXA.5647.4.4, lire en ligne).